# Nyodes thomae
Nyodes thomae är en fjärilsart som beskrevs av Louis Beethoven Prout 1927. Nyodes thomae ingår i släktet Nyodes och familjen nattflyn. Inga underarter finns listade i Catalogue of Life.